# Jan Stefan Czajkowski
Jan Stefan Czajkowski (ur. 24 stycznia 1929 w Zakopanem, zm. 6 czerwca 2011 w Krośnie) – polski lekarz, ginekolog, działacz samorządowy i społeczny, członek honorowy Polskiego Czerwonego Krzyża.

## Życiorys
Jan Stefan Czajkowski był synem Tadeusza i Marii z Epsztajnów. W 1948 roku rozpoczął studia na Wydziale Lekarskim Uniwersytetu Jagiellońskiego. Dyplom uzyskał 19 maja 1956 roku. Pracował w przychodniach i ośrodkach zdrowia w Iwoniczu-Zdroju, Chorkówce oraz Miejscu Piastowym, jednocześnie będąc stażystą, a później asystentem w Szpitalu Powiatowym w Krośnie. W 1963 roku został zastępcą ordynatora oddziału ginekologiczno-położniczego.
W latach 1958–1968 był kierownikiem Wydziału Zdrowia prezydium Powiatowej Rady Narodowej w Krośnie. Od maja 1968 roku pełnił funkcję dyrektora Szpitala Powiatowego w Krośnie, następnie dyrektora Zespołu Opieki Zdrowotnej. W latach 1975–1990 był Głównym Lekarzem Wojewódzkim. Był członkiem Polskiego Towarzystwa Lekarskiego i wiceprzewodniczącym Zarządu Oddziału Narodowego Funduszu Ochrony Zdrowia w Krośnie. W 1984 roku wyróżniono go tytułem Zasłużonego Lekarza PRL. Na emeryturę przeszedł w 1990 roku, ale przez kolejnych 14 lat pozostał aktywny zawodowo. Oprócz prac z zakresu medycyny opublikował w serii „Biblioteka Krośnieńska” wydawanej przez Muzeum Rzemiosła w Krośnie książki: Z dziejów szpitala krośnieńskiego 1901–1946 (1997), Z dziejów szpitala krośnieńskiego 1946–1995 (1998) oraz Narodowy Fundusz Ochrony Zdrowia Komitet Oddziału w Krośnie: Działalność w latach 1973–2005 (2006).
Członek Polskiej Zjednoczonej Partii Robotniczej od 1950 roku, był radnym Powiatowej, następnie Wojewódzkiej Rady Narodowej w Krośnie. Uczestniczył w pracach zarządu Stowarzyszenia Miłośników Ziemi Krośnieńskiej. Był aktywnym działaczem Polskiego Czerwonego Krzyża, w 1999 roku został jego członkiem honorowym. Był odznaczony między innymi Krzyżem Kawalerskim (1977) i Komandorskim (1978) Orderu Odrodzenia Polski, Złotym Krzyżem Zasługi (1970), odznaką „Zasłużony dla województwa rzeszowskiego”, odznaką „Zasłużony Bieszczadom” oraz Złotym Medalem „Za Zasługi dla Pożarnictwa”.
Zmarł w 2011 roku w Krośnie. Z żoną Alicją z Bukowskich miał dzieci: Barbarę i Zbigniewa.